# Saattoq (bei Innaarsuit)
Saattoq [ˈsaːtːɔq] (nach alter Rechtschreibung Sãtoĸ) ist eine wüst gefallene grönländische Siedlung im Distrikt Upernavik in der Avannaata Kommunia.

## Lage
Saattoq liegt auf einer kleinen gleichnamigen Insel. Die nächsten bewohnten Siedlungen sind Innaarsuit neun Kilometer nördlich und Naajaat ebenso weit östlich.

## Geschichte
Über Saattoq ist quasi nichts bekannt. Der Wohnplatz ist auf einer Karte von 1887 belegt und muss deswegen vorher besiedelt worden sein. Auch 1901 existierte der Ort noch, aber er erscheint nicht in der Volkszählung von 1918, was heißt, dass er Anfang des 20. Jahrhunderts aufgegeben worden ist.